# 詹姆士·麥克高文
詹姆士·麥克高文（James Robert McGowan，1960年5月30日—）是加拿大的一位演員。他出生在魁北克省蒙特婁，出演過多部電影和電視劇，並且也曾出演電視廣告。